# Belforte all'Isauro
Belforte all'Isauro (Belfòrt in dialetto gallo-piceno) è un comune italiano di 743 abitanti della provincia di Pesaro e Urbino nelle Marche. Fa parte della regione storico-geografica del Montefeltro.

## Geografica fisica
Sorge sulle rive del fiume Foglia ai confini con la provincia di Arezzo.

## Storia
Nel V secolo a. C. la valle era abitata da una popolazione nomade che si dedicava alla pastorizia. I Romani, dopo aver sconfitto gli Etruschi e i Galli, conquistarono anche questo piccolo territorio; infatti a nord del paese sono state scoperte tre antiche fattorie romane, mentre nei pressi dell'antica Pieve di San Lorenzo è stato ritrovato un cippo romano con iscrizioni attualmente conservato presso il museo archeologico di Urbino. Nel 1271 Belforte era uno dei cento castelli della Massa Trabaria che contribuirono alla sopravvivenza dello Stato della Chiesa. Nel 1378 al conte Antonio da Montefeltro furono riconosciuti i castelli di Frontino, di Viano, della Torriola e quello di Belforte, che rimase proprietà dei Montefeltro fino alla devoluzione del Ducato di Urbino alla Santa Sede nel 1631. Purtroppo le lotte fra i Montefeltro e i Malatesta non si fermarono, anzi dal 1439 al 1463 ci fu una lunga guerra nella quale Federico da Montefeltro fu gravemente ferito combattendo per il suo castello in un piccolo insediamento chiamato Campo. Nel 1500 la vita economica a Belforte stava fiorendo facendone un importante centro del territorio. Si costruirono anche case e ville che erano i segni tangibili del ceto signorile. Belforte nel 1872 diventò un comune autonomo nel quale furono aggregati anche la frazione di Toriola, di Campo, oggi borghi agricoli. Nel borgo di campo c'è una chiesa nominata Chiesa della Madonna della neve, così chiamata dopo una imponente nevicata in pieno agosto.

### Simboli
Lo stemma e il gonfalone del comune di Belforte all'Isauro sono stati concessi con decreto del presidente della Repubblica dell'11 ottobre 1999.
(D.P.R. 11 ottobre 1999)
Il gonfalone è un drappo di bianco.

## Monumenti e luoghi d'interesse
- Castello del Barone di Beaufort. Castello risalente al periodo longobardo. Rimaneggiato più volte, deve la attuale forma all'architetto Francesco di Giorgio Martini (XV sec.) che lo riedificò per volere del Duca Federico da Montefeltro. Deve l'attuale nome al Barone Hermann De Tenneret Barone di Beaufort che nel 1874 lo acquistò, convinto che in passato fosse appartenuto ai propri avi, per quindi donarlo al comune.

## Società

### Evoluzione demografica
Abitanti censiti

### Etnie e minoranze straniere
Secondo i dati ISTAT al 1º gennaio 2023 la popolazione straniera residente era di 108 persone e rappresentava il 14,7% della popolazione residente. Le comunità straniere più numerose erano (con percentuale in rapporto al totale della popolazione straniera):
1. Senegal, 26 (24,07%)
2. Bulgaria, 24 (22,22%)
3. Nigeria, 15 (13,89%)
4. Marocco, 11 (10,19%)

## Cultura

### Eventi
La Festa del miele e dei prodotti autunnali si svolge il week end della seconda settimana del mese di ottobre. La mostra mercato, con piatti tipici preparati dagli abitanti di belforte e dai forni artigianali locali, dolci a base di miele, è accompagnata da musica, concerti e spettacoli per bambini.

## Amministrazione
| Periodo        | Periodo        | Primo cittadino        | Partito                                                       | Carica  | Note   |
| -------------- | -------------- | ---------------------- | ------------------------------------------------------------- | ------- | ------ |
| 11 giugno 1985 | 26 maggio 1990 | Marco Valentini        | Democrazia Cristiana                                          | Sindaco | [ 9 ]  |
| 27 maggio 1990 | 23 aprile 1995 | Alvaro Valentini       | Partito Comunista Italiano Partito Democratico della Sinistra | Sindaco | [ 9 ]  |
| 24 aprile 1995 | 13 giugno 1999 | Alvaro Valentini       | Partito Democratico della Sinistra                            | Sindaco | [ 9 ]  |
| 14 giugno 1999 | 12 giugno 2004 | Alvaro Valentini       | Centro-sinistra                                               | Sindaco | [ 9 ]  |
| 13 giugno 2004 | 7 giugno 2009  | Sauro Brisigotti       | Lista civica                                                  | Sindaco | [ 9 ]  |
| 8 giugno 2009  | 25 maggio 2014 | Sauro Brisigotti       | Per Belforte                                                  | Sindaco | [ 9 ]  |
| 26 maggio 2014 | 26 maggio 2019 | Pier Paolo Pagliardini | Gruppo Permanente Belforte                                    | Sindaco | [ 9 ]  |
| 27 maggio 2019 | 10 giugno 2024 | Pier Paolo Pagliardini | Per un paese in comune                                        | Sindaco | [ 10 ] |
| 10 giugno 2024 | in carica      | Federica Battazzi      | Per un paese in comune                                        | Sindaca | [ 9 ]  |

## Sport
La squadra di calcio qualche anno fa era il Belforte, che militava in Seconda Categoria ed ora sì è unita al Sestino calcio, che invece militava in Terza Categoria ed era del vicino comune di Sestino; il frutto di questa unione è stato il Real Altofoglia che oggi gioca in Prima Categoria.